# Luisia zollingeri
Luisia zollingeri är en orkidéart som beskrevs av Heinrich Gustav Reichenbach. Luisia zollingeri ingår i släktet Luisia och familjen orkidéer. Inga underarter finns listade i Catalogue of Life.